# Эримуя, Сэтади
Сэтади Киего Эримуя (англ. Saturday Keigo Erimuya; родился 10 января 1998, Бенин-Сити) — нигерийский футболист, защитник клуба «Кадис Б». Участник Олимпийских игр 2016 года в Рио-де-Жанейро.

## Клубная карьера
Эримуя начал профессиональную карьеру в турецком клубе «Кайсери Эрджиесспор». 30 апреля 2016 года в матче против «Адана Демирспор» он дебютировал в Первой турецкой лиге. Сыграв всего три матча за клуб, в декабре того же года подписал контракт с испанским «Кадисом», но из-за бюрократических сложностей смог играть за резервную команду только после окончания сезона. 17 декабря 2019 года сыграл первый официальный матч за основную команду — в первом раунде Кубка Испании против «Леальтада».

## Международная карьера
Летом 2016 года Эримуя стал бронзовым призёром Олимпийских игр в Рио-де-Жанейро. На турнире он сыграл в матче за третье место против команды Гондураса.

## Достижения
Международные
 Нигерия (до 23)
- Олимпийские игры — 2016